# Orientocreagris syrinx
Pour les articles homonymes, voir Syrinx.
Genre
Espèce
Orientocreagris syrinx, unique représentant du genre Orientocreagris, est une espèce de pseudoscorpions de la famille des Neobisiidae.

## Distribution
Cette espèce est endémique du Primorié en Russie,.

## Description
La femelle holotype mesure 3,15 mm.

## Étymologie
Cette espèce est nommée en référence à Syrinx.

## Publication originale
- Ćurčić, 1985 : A revision of some species of Microcreagris Balzan, 1892 (Neobisiidae, Pseudoscorpiones) from the USSR and adjacent regions. Bulletin of the British Arachnological Society, vol. 6, no 8, p. 331-352 (texte intégral).